# Salvador Malheiro Ferreira da Silva
Salvador Malheiro Ferreira da Silva MPCSJ (Esmoriz, Ovar, 5 de agosto de 1972), geralmente conhecido como Salvador Malheiro, é um engenheiro, professor universitário e político português. É Deputado na Assembleia da República pelo Distrito de Aveiro, desde 2024.
Antes de assumir funções na Assembleia da República, foi Presidente da Câmara Municipal de Ovar, durante três mandatos consecutivos (2013 a 2024).

## Biografia
Salvador Malheiro nasceu em Esmoriz, Ovar, em 1972. Formou-se em Engenharia Mecânica pela Faculdade de Engenharia da Universidade do Porto em 1995, onde também completou o grau de mestre na mesma área. Posteriormente, concluiu o doutoramento em Energia, Térmica e Combustão na Universidade de Poitiers em 2002, consolidando os seus estudos no campo das ciências de engenharia.
Antes de ingressar na política, Salvador Malheiro foi Professor Universitário na Universidade de Trás-os-Montes e Alto Douro desde 1996, (encontrando-se atualmente c/licença sem vencimento de longa duração) e exerceu atividade na área da engenharia tendo sido consultor em várias empresas, incluindo algumas multinacionais e diversas instituições governamentais nacionais e estrangeiras tendo-se destacado no setor da energia, mantendo ainda o grau de especialista em Energia pela Ordem dos Engenheiros.

## Carreira política
Salvador Malheiro é filiado no Partido Social Democrata (PSD). Em 2013, foi eleito presidente da Câmara Municipal de Ovar, cargo que ocupou por três mandatos consecutivos. Durante o seu mandato, liderou projetos de reabilitação urbana, proteção ambiental e desenvolvimento económico local.
Além da sua atuação no município de Ovar, desempenhou funções no partido a nível nacional. Foi vice-presidente da Comissão Política Nacional do PSD, sendo um dos apoiantes mais próximos do presidente do partido, Rui Rio, durante o seu mandato.
Em 2024, suspendeu o seu terceiro mandato à frente da Câmara Municipal de Ovar, tendo depois assumido funções como Deputado na Assembleia da República pelo Distrito de Aveiro.

## Honrarias
- Medalha da Cruz de São Jorge (1ª Classe) — Pelo Chefe do Estado-Maior-General das Forças Armadas (2022).[1]